# AS Salé
AS Salé (arab. نادي الجمعية السلاوية) – marokański klub piłkarski, mający siedzibę w mieście Salé. Drużyna obecnie występuje w 2. lidze.

## Historia
Klub został założony w 1928. Największym dotychczasowym sukcesem klubu było zajęcie 2. miejsca w mistrzostwach Maroka w 2004. W 2007 zespół spadł z 1. ligi, lecz rok później do niej powrócił. Jednak w sezonie 2009/2010 drużyna zajęła ostatnie, 16. miejsce, i spadła ponownie do 2. ligi.

## Sukcesy
- Wicemistrzostwo Maroka: 2004

## Obecny skład
| Nr | Poz. | Piłkarz               |
| -- | ---- | --------------------- |
|    | BR   | Mourad Bennouna       |
|    | BR   | Younes Ermili         |
|    | BR   | Ayoub Alaasri         |
|    | OB   | Younes Sena           |
|    | OB   | Khalid Najih          |
|    | OB   | Mourad Bentouja       |
|    | OB   | Hassan Boumezkan      |
|    | OB   | Adil Serraj           |
|    | OB   | Amine Chibani         |
|    | OB   | Mehdi Ayach           |
|    | PO   | Abdelhaq Talhaoui     |
|    | PO   | Abdelafattah Fakhouri |
|    | PO   | Adnane Mestitaf       |

| Nr | Poz. | Piłkarz           |
| -- | ---- | ----------------- |
|    | PO   | Mohammed Hamdan   |
|    | PO   | Ahmed Fathi       |
|    | PO   | Ibrahima Ouattara |
|    | NA   | Achraf Qastaoui   |
|    | NA   | Fayçal Daaif      |
|    | NA   | Bouchaib Demdem   |
|    | NA   | Ahmed Bourji      |
|    | NA   | Youssef Legnaoui  |
|    | NA   | Reda Belkhi       |
|    | NA   | Othmane Liman     |
|    | NA   | Samir Boukhamsa   |
|    | NA   | Koffi Olie        |